# کوستا فسینوزا
کوستا فسینوزا (به انگلیسی: Costa Fascinosa) یک کشتی است. این کشتی در سال ۲۰۱۲ ساخته شد.